# Erdeborn
Erdeborn is een plaats en voormalige gemeente in de Duitse deelstaat Saksen-Anhalt, en maakt deel uit van de Landkreis Mansfeld-Südharz.
Erdeborn telt 1.095 inwoners.